# Лара Крофт Томб Рейдър: Люлката на живота
„Лара Крофт Томб Рейдър: Люлката на живота“ (на английски: Lara Croft: Tomb Raider – The Cradle of Life) екшън приключенски филм от 2003 г., базиран на поредицата видеоигри Tomb Raider и продължение на „Лара Крофт: Томб Рейдър“ (2001). Копродукция е на САЩ, Великобритания, Япония и Германия. Режисиран е от Жан де Бонт. Филмът излиза на екран на 21 юли 2003 г.

## Дублажи

### Арс Диджитал Студио(2009)
| Преводач            | Яна Янева                                                  |
| Тонрежисьор         | Венцислав Велев                                            |
| Режисьор на дублажа | Екатерина Късметлийска                                     |
| Озвучаващи артисти  | Силвия Лулчева Пламен Манасиев Илиян Пенев Николай Николов |

### Медиа Линк(2017)
| Преводач            | Яна Янева                                                      |
| Тонрежисьор         | Александър Тодоров                                             |
| Режисьор на дублажа | Милена Манчева                                                 |
| Озвучаващи артисти  | Гергана Стоянова Петър Бонев Петър Върбанов Станислав Димитров |

## Филми от поредицата за „Томб Рейдър“
Поредицата „Томб Рейдър“ включва 3 филма:
- „Лара Крофт: Томб Рейдър“ (2001)
- „Лара Крофт Томб Рейдър: Люлката на живота“ (2003)
- „Tomb Raider: Първа мисия“ (2018)